# Triconobunus horridus
Genre
Espèce
Triconobunus horridus, unique représentant du genre Triconobunus, est une espèce d'opilions laniatores de la famille des Triaenonychidae.

## Distribution
Cette espèce est endémique de Nouvelle-Calédonie.

## Description
Le mâle syntype mesure 5 mm et la femelle syntype 6 mm.

## Publication originale
- Roewer, 1914 : « Opilioniden von Neu-Caledonien. » Nova Caledonia, A. Zoologie, vol. 1, p. 439–443 (texte intégral).